# Hannah Anderson
Cet article concerne l'actrice canadienne. Pour la fille enlevée en 2013, voir Enlèvement de Hannah Anderson.
Pour les articles homonymes, voir Hannah et Anderson.
Hannah Emily Anderson, née le 1er septembre 1989, est une actrice canadienne.

## Biographie
Elle est née à Winnipeg, dans la province du Manitoba. Elle est diplômée de la George Brown Theatre School de Toronto. 
Elle a joué au cinéma dans plusieurs fictions de genre: en janvier 2017, elle rejoint le casting du film Jigsaw, le huitième film de la franchise Saw, dans le rôle d’Eleanor Bonneville. L'année suivante, elle figure au générique du film d'horreur What Keeps You Alive, avant d'apparaître dans le blockbuster X-Men: Dark Phoenix, en 2019.
Parallèlement, elle est apparue depuis 2012 dans plusieurs séries télévisées. En 2018, elle tient le rôle de Jenna Betancourt dans la série The Purge, qui reprend l'univers horrifique de la saga cinématographique éponyme. 
En mars 2023, elle est sélectionnée pour interpréter le double rôle de Mary Sunderland/ Maria dans Return to Silent Hill, le troisième film inspiré de l'univers de Silent Hill. Le film, réalisé par Christophe Gans (réalisateur du premier film, sorti en 2006) comprend également Jeremy Irvine et Evie Templeton dans la distribution principale.

## Filmographie

### Comme actrice

#### Longs métrages
- 2017 : Love of My Life : Kaitlyn
- 2017 : Jigsaw : Eleanor Bonneville
- 2018 : What Keeps You Alive : Jackie
- 2019 : X-Men: Dark Phoenix : Elaine Grey, la mère de Jean Grey
- 2020 : The Curse of Audrey Earnshaw : Bridget Dwyer
- 2022 : Dark Nature : Joy
- 2026 : Return to Silent Hill de Christophe Gans : Mary Shepherd-Sunderland/Maria

#### Courts métrages
- 2012 : Alan's Study : A
- 2013 : Alice : Alice
- 2013 : Jesse : Kelly Turner
- 2014 : Frozen Marbles : Maya
- 2014 : Backlash : Katy
- 2015 : Sleepless : Casey Shine
- 2016 : Currency : Sam
- 2017 : Sweet Potato : Jane
- 2025 : I'd Rather Be in Bed : Marsha

#### Télévision
Séries télévisées
- 2012 : The L.A. Complex (saison 1, épisode 2) : Reader
- 2012 : Saving Hope (saison 1, épisode 11) : Hannah
- 2013 : Republic of Doyle (saison 4, épisode 9) : Margot
- 2013 : Nikita (saison 3, épisode 19) : Ruby
- 2013 : Played (saison 1, épisode 11) : Katherina
- 2014 : Remedy (saison 1, épisode 2) : Jordan Passmore
- 2014 : Reign (saison 1, épisodes 14 & 15) : Rowan
- 2014-2015 : Lost Girl (saison 5, épisodes 2 & 10) : Perséphone
- 2015 : Killjoys (saison 1, épisode 3) : Shyla
- 2016 : Gangland Undercover (8 épisodes) : Sarah Jane
- 2016 : Shoot the Messenger (8 épisodes) : Chloe Channing
- 2017 : Private Eyes (saison 2, épisode 5) : Laura Caspary
- 2018 : The Purge (10 épisodes) : Jenna Betancourt
- 2019 : When Hope Calls (saison 1, épisode 8) : Eve Chantrel
- 2020 : Hudson et Rex (saison 2, épisode 14) : Nell Silver
- 2021 : Frankie Drake Mysteries (saison 4, épisode 3) : Vivienne
- 2025 : Smoke (saison 1, 7 épisodes) : Ashley Gudsen

Téléfilms
- 2014 : Lizzie Borden a-t-elle tué ses parents ? (Lizzie Borden Took an Ax) de Nick Gomez : Bridget Sullivan
- 2017 : Soirée de cauchemar entre copines (Girls' Night Out) de Philippe Gagnon : Rebecca
- 2020 : L'autre famille de mon père (Deadly DNA) de Michelle Ouellet : Rose
- 2021 : Terror in the Country de Bill Corcoran : Robin

### Comme productrice
- 2016 : Come Back (court métrage)
- 2017 : Purl (court métrage)
- 2018 : I'd Rather Be in Bed (court métrage)

### Comme réalisatrice
- 2016 : Come Back (court métrage)
- 2017 : Five Things (court métrage)

### Comme scénariste
- 2016 : Come Back (court métrage)
- 2018 : I'd Rather Be in Bed (court métrage)